# 匹魯卡品
匹魯卡品（INN：pilocarpine）是一種藥物，又名毛果芸香鹼；是從毛果芸香屬植物葉中提出的生物鹼，是一種膽鹼類之副交感神經促進劑，一般用於治疗原发性青光眼(闭角型青光眼)及口腔乾燥。然而，由于其副作用，毛果芸香碱通常不再用于青光眼的长期治疗。  滴剂通常在一小时内起效，可持续长达一天。
毛果芸香鹼於1874年被分離出，用于治疗青光眼已有 100 多年的历史，它被世界衛生組織列為基本藥物清單之一。最初是由南美植物 Pilocarpus 制成。
毛果芸香碱滴眼液的常见副作用包括刺激眼睛、流泪增多、头痛和视力模糊。其他副作用包括过敏反应和视网膜脱离。一般不建议在怀孕期间使用。毛果芸香碱属于缩瞳药物家族。 它的作用是激活毒蕈碱型胆碱能受体，导致小梁网打开，房水从眼睛排出。

## 医疗用途
毛果芸香碱刺激唾液和汗液的分泌。它用于预防或治疗口干，也可用于治疗头颈癌放射治疗的副作用。
它可用于帮助区分艾迪氏综合征和其他导致瞳孔歧化的原因。它可用于治疗一种称为房水缺乏性干眼症 (ADDE)。

## 外科手术
毛果芸香碱有时会在某些类型的角膜移植和白内障手术之前使用。它也可在 YAG 激光虹膜切开术之前使用。
在眼科领域，当患者植入有晶状体眼人工晶状体时，毛果芸香碱还可用于减少夜间灯光眩光症状； 使用毛果芸香碱会缩小瞳孔，部分缓解这些症状。
毛果芸香碱在预防方面与阿普可乐定一样有效激光小梁成形术后眼压峰值。

## 治疗老花眼
2021 年，美国食品药物管理局批准盐酸毛果芸香碱作为眼药水治疗老花眼、与年龄相关的近视视力障碍。 它的工作原理是使瞳孔收缩，增加景深，类似于针孔眼镜的效果。 商品名为 Vuity，效果持续时间超过 6 小时。

## 其他
毛果芸香碱用于在汗液测试中刺激汗腺，以测量汗液中排出的氯和钠的浓度。 它用于诊断囊性纤维化。

## 副作用
使用毛果芸香碱可能会导致一系列不良反应，其中大多数与其作为毒蕈碱受体激动剂的非选择性作用有关。 已知毛果芸香碱会导致流涎过多、出汗、支气管粘液分泌、支气管痉挛、心动过缓、血管舒张和腹泻。 滴眼液会导致眉毛疼痛和长期使用导致瞳孔缩小。 它还可能导致暂时性视力模糊或视力暗、暂时性近视、前房出血和视网膜脱离。

## 药理学
毛果芸香碱是一种充当毒蕈碱受体激动剂的药物。 它作用于虹膜括约肌上发现的毒蕈碱受体 (M3) 亚型，导致肌肉收缩，从而导致瞳孔收缩（瞳孔缩小）。 毛果芸香碱还作用于睫状肌并使其收缩。 当睫状肌收缩时，它通过增加巩膜刺上的张力来打开小梁网。 这种作用促进房水离开眼睛的速度，从而降低眼内压。 矛盾的是，当毛果芸香碱引起睫状肌收缩（称为调节性痉挛）时，它会导致眼睛的晶状体变厚并在眼睛内向前移动。 这种运动导致虹膜（位于晶状体正前方）也向前移动，从而缩小前房角。 前房角变窄会增加眼压升高的风险。 

## 社会和文化

### 制备
毛果芸香属植物是毛果芸香碱的唯一已知来源，商业生产完全来自毛果芸香碱 (Maranham Jaborandi) 的叶子。 该属仅生长在南美洲，Pilocarpus microphyllus 原产于巴西北部的几个州。 
毛果芸香碱是通过多步过程从粉末状叶子材料中提取的。 首先将材料用用盐酸酸化的乙醇处理，并在减压下除去溶剂。 所得含水残余物用氨中和并放置一边直至树脂完全沉降。 然后过滤，用糖液浓缩至小体积，用氨水调成碱性，最后用氯仿萃取。 减压除去溶剂。[需要验证]

## 研究
毛果芸香碱用于诱发啮齿类动物（通常是大鼠）的慢性癫痫，作为研究该疾病的生理学和检查不同治疗方法的一种手段。较小的剂量可用于诱导流涎，以便收集唾液样本，例如获得有关 IgA 抗体的信息。